# Arnota właściwa
Arnota właściwa (Bixa orellana L.) – gatunek niewielkiego drzewa z rodziny arnotowatych (Bixaceae). Rośnie od północnej części Ameryki Południowej przez Amerykę Środkową po północny Meksyk.

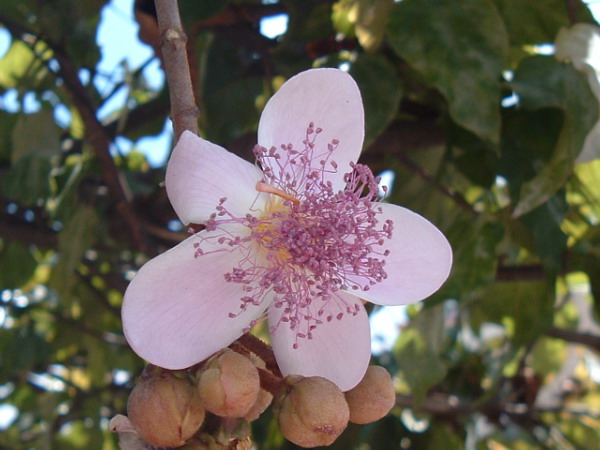
Kwiat

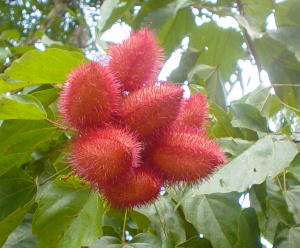
Owoce

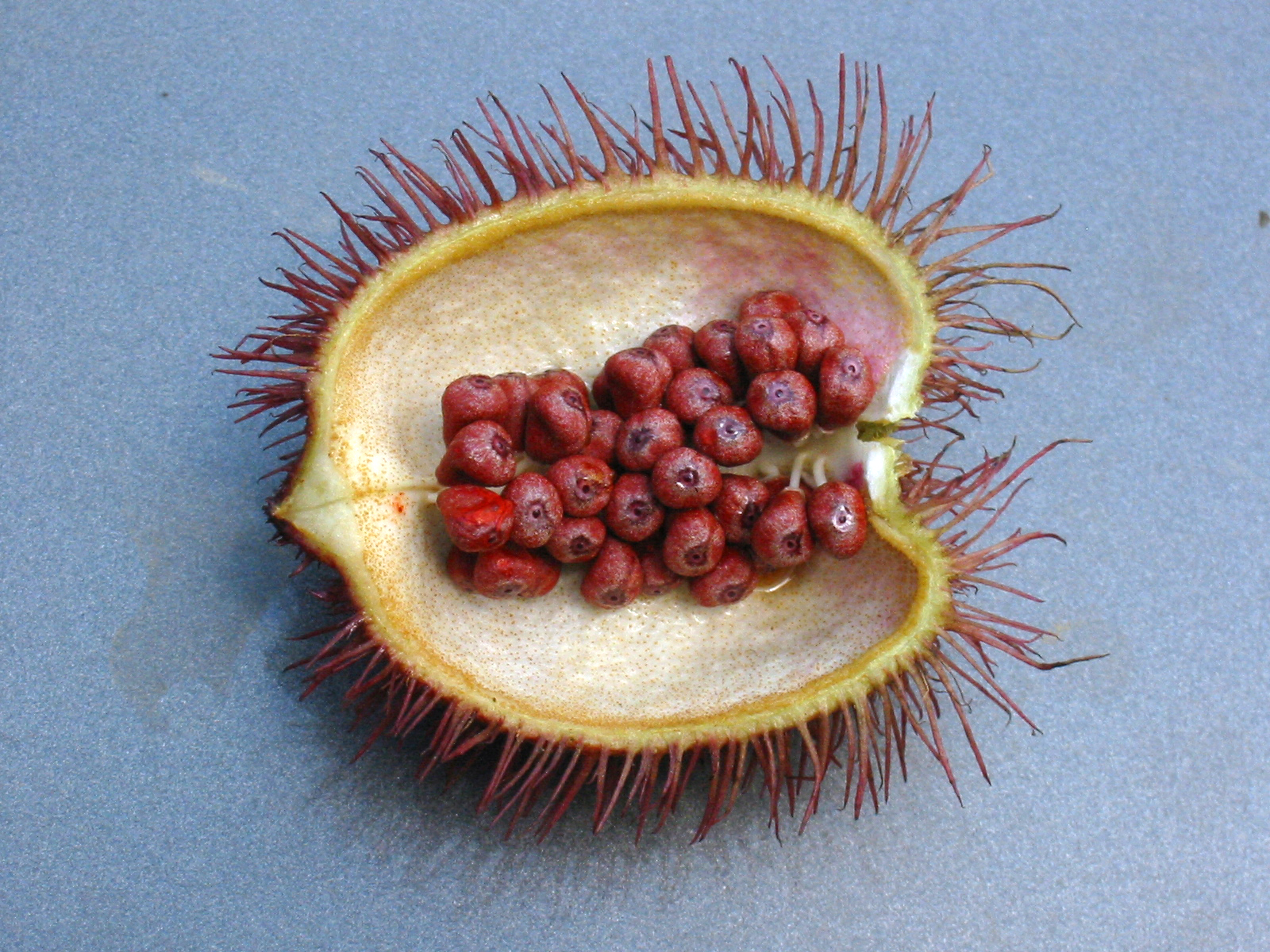
Przekrojony owoc

## Morfologia
PokrójDrzewo o wysokości do 10 m. Kora barwy ciemnoszaropopielatej.
LiścieGęste listowie o jasnozielonych, jajowatego kształtu, całobrzegich liściach.
KwiatyZebrane w baldachogrona na szczycie pędów. Kwiaty złożone z 5-działkowego, różowego kielicha, 5-płatkowej, również różowej korony, pojedynczego słupka i licznych pręcików.
OwocW postaci kolczastych, czerwonopomarańczonych, spłaszczonych torebek, z których każda zawiera do 50 nasion. Torebki są szczeciniasto owłosione. Z jednego drzewa średniej wielkości można uzyskać nawet do 270 kg nasion. Każde z nich pokryte jest czerwonawą osnówką, stanowiącą cenne źródło pomarańczowożółtego barwnika – biksyny.

## Zastosowanie
- Gatunek wykorzystywany jest głównie ze względu na czerwony barwnik zawarty w brodawkach nasion zwany orleanem[5], biksyną, annato (oznaczany symbolem E160b)[6] i wykorzystywany do barwienia tkanin oraz produktów żywnościowych[5]. W Meksyku nasiona smażone w tłuszczu dają pastę zwaną annato lub achiote stosowaną jako przyprawa[7].
- Lokalnie roślina (korzenie i liście) wykorzystywana jest także jako lecznicza[5].